# Meesters van Zweder van Culemborg

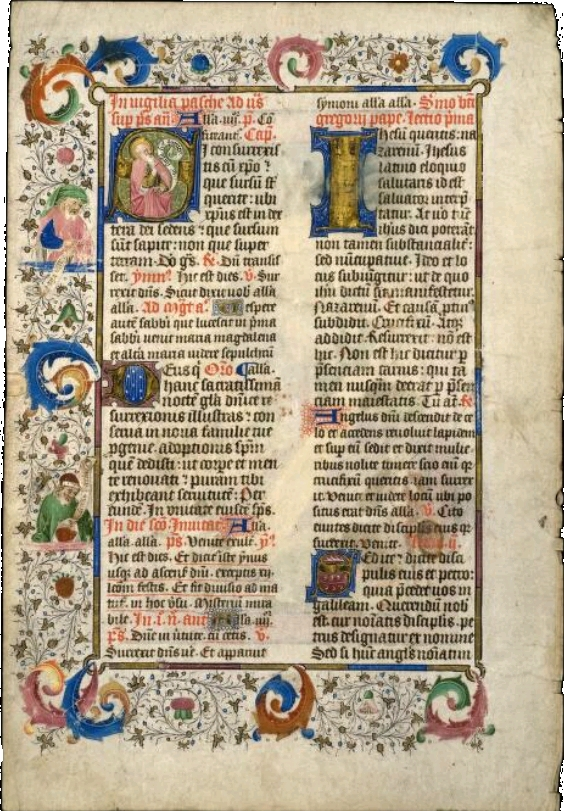
Helft van een blad uit het Egmond Brevier.

De Meesters van Zweder van Culemborg is de noodnaam voor een groep van 15e-eeuwse Nederlandse miniaturisten, die actief waren in de omgeving van Utrecht tussen ongeveer 1415 en 1440. De naam, oorspronkelijk bedoeld voor één zelfstandig meester, die verwijst naar een missaal dat omstreeks 1425 werd vervaardigd in opdracht van de bisschop van Utrecht, Zweder van Culemborg en zich nu bevindt in de Philosophisch Theologische Hochschule (Bressanone, Seminario Maggiore) in Brixen (Bressanone, Biblioteca del Seminario Maggiore ms. C. 20), werd toegekend door C. De Wit in 1927. De kern van de aan de meesters toegeschreven werken werd al vrij snel vastgelegd en bleef, op enkele handschriften uit privécollecties die er ondertussen werden aan toegevoegd, nagenoeg ongewijzigd. Pogingen om individuele namen uit de Utrechtse archieven te koppelen aan de Zwedermeesters bleven tot nu toe zonder resultaat.

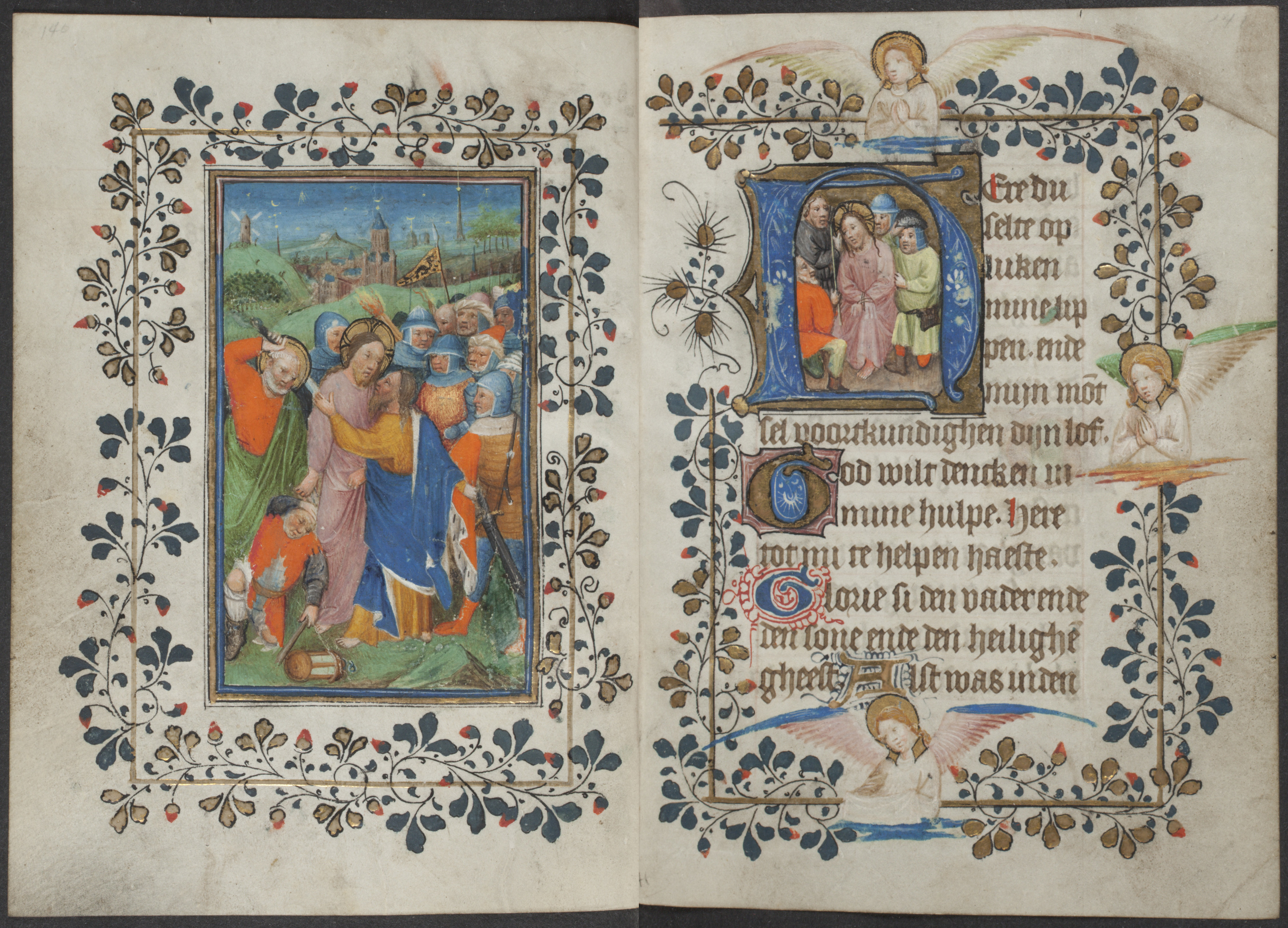
Paginagrote miniatuur en een gehistorieerde, verluchte initiaal in een getijdenboek van de hand van de Meesters van Zweder van Culemborg - KB 79 K 2

Naast de oorspronkelijk noodnaam de Meester van Zweder van Culemborg deden al snel een ganse reeks andere noodnamen de ronde om individuele miniaturisten uit de omgeving van de meester aan te duiden, zoals Pancratius en Poncianus, en de Meester van de Stockholmse Catharina. Daarnaast werden andere individuen uit de groep geïdentificeerd als 'atelier van', 'omgeving van', 'navolger van' en zelfs 'voorloper van'. Om deze problematiek rondom de naamgeving voor de verschillende handen die met de stijlkenmerken kunnen geassocieerd worden op te lossen koos men er in 1989 voor, om bij de publicatie van de tentoonstellingscatalogus The Golden Age of Dutch Manuscript Painting de naam Meesters van Zweder van Culemborg voor alle kunstenaars die tot de stijlgroep worden gerekend te gebruiken.
Oorspronkelijk zag men de meester als de leider van een groot atelier in Utrecht, maar dankzij de studies van Robert Calkins werd het duidelijk dat dergelijke grote ateliers in de Noordelijke Nederlanden waarschijnlijk niet bestonden. Ook in belangrijke centra van de boekproductie zoals Parijs en Brugge was dit niet het geval.
De studie van de Zwedermeesters in de vroege literatuur was vrij beperkt maar de waardering was ondertussen wel gegroeid zodat in de The Golden Age van 1989 een volledig hoofdstuk aan hen werd gewijd. Dat de reputatie van de meesters ook in hun tijd gevestigd was blijkt uit de belangrijke opdrachtgevers zoals bisschop Zweder van Culemborg en Arnold van Egmond. In de recente literatuur worden ze vooral opgevoerd om de kwaliteiten van andere meesters in de verf te zetten: als navolgers van de Gebroeders Van Limburg en als voorlopers van de Meester van Katharina van Kleef die het befaamde Getijdenboek van Katharina van Kleef verluchtte. Concreet kan men stellen dat hun stijl de Noord-Nederlandse boekverluchtingskunst domineerde in de jaren 1420-1440. Uit recente studies blijkt dat ze modellen gebruikten van onder meer Jacquemart de Hesdin, de Gebroeders Van Limburg, de Boucicaut-meester en zijn omgeving zoals de Mazarine-meester en van Jan van Eyck.

## Toegeschreven werken
In totaal worden een twintigtal werken aan de stijlgroep van de Meesters van Zweder van Culemborg toegeschreven. Een selectie hiervan vindt men in onderstaande lijst.
- Missaal van Johan van de Zande (ca. 1415), Stedelijk Museum Zwolle (Zwolle)
- Bressanone-missaal (missaal van Zweder van Culemborg)(ca.1425), Bressanone (Brixen), Biblioteca del Seminario Maggiore, ms. C. 20
- Hoya-missaal Ms 41 (1420-1430), Universitätsbibliothek (Münster)
- Getijdenboek MS W. 188 (1420-1430), Walters Art Museum (Baltimore)
- Getijdenboek MS 133 M 131 (1420-1430), Koninklijke Bibliotheek (Den Haag)
- Getijdenboek MS 96 G 12 (1420-1430), Gemeentebibliotheek (Rotterdam)
- Getijdenboek in privécollectie (1425-1430), geveild bij Sotheby's in Londen op 6 juli 2000, lot 72
- Getijdenboek signatuur Hs. 16 B 8 (1425-1430) in Universiteitsbibliotheek (Utrecht)
- Getijdenboek Hs. 1037 (ca. 1430), Universiteitsbibliotheek (Utrecht)[7]
- Getijdenboek (ca. 1430), privécollectie, geveild bij Sotheby's in London op 3 december 2008, lot 36
- Missaal van Eberhard von Greiffenklau (1430-1435) Baltimore, Walters Art Museum, MS W. 174
- Getijdenboek KB 79 K 2 (1430-1435), Koninklijke Bibliotheek (Den Haag)[8]
- Getijdenboek MS W. 168 (1435-1440), Walters Art Museum (Baltimore)
- Egmond Brevier Ms. M. 87 (1435-1440), Pierpont Morgan Library (New York) met losse bladen in:
  - Londen, British Library, Ms. Ad 30.339 n°3;
  - Cambridge, Fitzwilliam Museum, Ms. 1-1960;
  - Utrecht, Universiteitsbibliotheek, Hs. 12 C 17.
- Getijdenboek Ms. James 141 (1430-1435), Fitzwilliam Museum (Cambridge)
- Confessiones Hs. 41, (ca.1425-1440), Augustinus van Hippo, Universiteitsbibliotheek (Utrecht)